# Verstärkung (Schneiderei)
Eine Verstärkung, auch Einlage oder veraltet Wattierung genannt, ist in der Schneiderei die unterschlagene und vielfach pikierte zusätzliche Verstärkung, die zwischen Oberstoff und Futter eingearbeitet wird, um Haltbarkeit, Form und Trageeigenschaften des Stoffes zu verbessern. In der Wirkerei bezeichnet Verstärkung das zusätzliche Einstricken eines besonders stabilen Fadens in Maschenwaren.

## In der Schneiderei
Das bekannteste Beispiel ist die Einlage aus Rosshaar, später auch Kamelhaar, im Sakko-Vorderteil, die der Herrenjacke, beim klassischen, voll gefütterten Schneiderkostüm auch der Damenjacke, Form und „Stand“ geben.
Eine korrekte Einlage besteht aus mehreren, miteinander durch Pikieren verbundenen Lagen. Zuerst kommt eine je nach Stoffart mehr oder weniger steife Rosshaareinlage, im Brustbereich der wesentlich stärkere Plaque, der bis zum Reversbruch geht, in keinem Fall aber darüber hinaus. Um Brust und Futter vor dem rauen Plaque zu schützen, wird bei hochwertiger Bekleidung zusätzlich eine dünne Filzschicht aufpikiert. Pikieren und Dressur geben der Wattierung grob die angestrebte Körperform. Die Wattierung wird unter das Vorderteil unterschlagen und nach der ersten Anprobe im Reversbereich mit dem Stoff durch Pikieren verbunden. Im Bereich von Saum und Kante wird die Wattierung exakt kantengleich abgeschnitten und mittels Eckenband, das auf Oberstoff und Wattierung staffiert wird, vernäht. Die vorschriftsmäßige Verarbeitung einer Wattierung, beim Sakko von Hand, dauert bis zu sechs Stunden. Eine korrekte Einlage ist die Voraussetzung zum Erstellen einer sogenannten Schneiderhandkante. 
Heute ersetzt häufig (vor allem in den unteren Preislagen) eine dünne Bügeleinlage, die sogenannte Frontfixierung, die Wattierung.

## In der Wirkerei
Die Verstärkung von Maschenware erfolgt durch zusätzliches Einstricken eines besonders reiß- und scheuerfesten Fadens (meist Polyamid) in Maschenwaren an den besonders beanspruchten Stellen, beispielsweise an der Ferse und der Spitze von Strumpfwaren. Die Technik zur Herstellung von Zweischichten-Maschenwaren ist das Plattieren. Hierbei werden durch Unterlegen oder Überdecken zwei verschiedenartige (qualitätsplattiert) an der gleichen Arbeitsstelle (System genannt) der Rundstrickanlage für Maschenbildung so verarbeitet, dass der Plattierfaden auf die Außenseite, der Grundfaden auf die Innenseite aller Maschen kommt. Beide Seiten können durch die Rohstoffwahl (beispielsweise natürliche oder chemische Fasern), verschiedene Eigenschaften bekommen.